# الشرجبي (ذمار)
الشرجبي هي إحدى قرى الجمهورية اليمنية. وهي تتبع جغرافيًا لمحافظة ذمار. وإداريًا لمديرية عنس. يبلغ تعداد سكانها 1036 نسمة حسب الإحصاء الذي جرى عام 2004.